# Oenospila moniliata
Oenospila moniliata är en fjärilsart som beskrevs av W. Warren 1912. Oenospila moniliata ingår i släktet Oenospila och familjen mätare. Inga underarter finns listade i Catalogue of Life.